# Renfe-SNCF en Cooperación

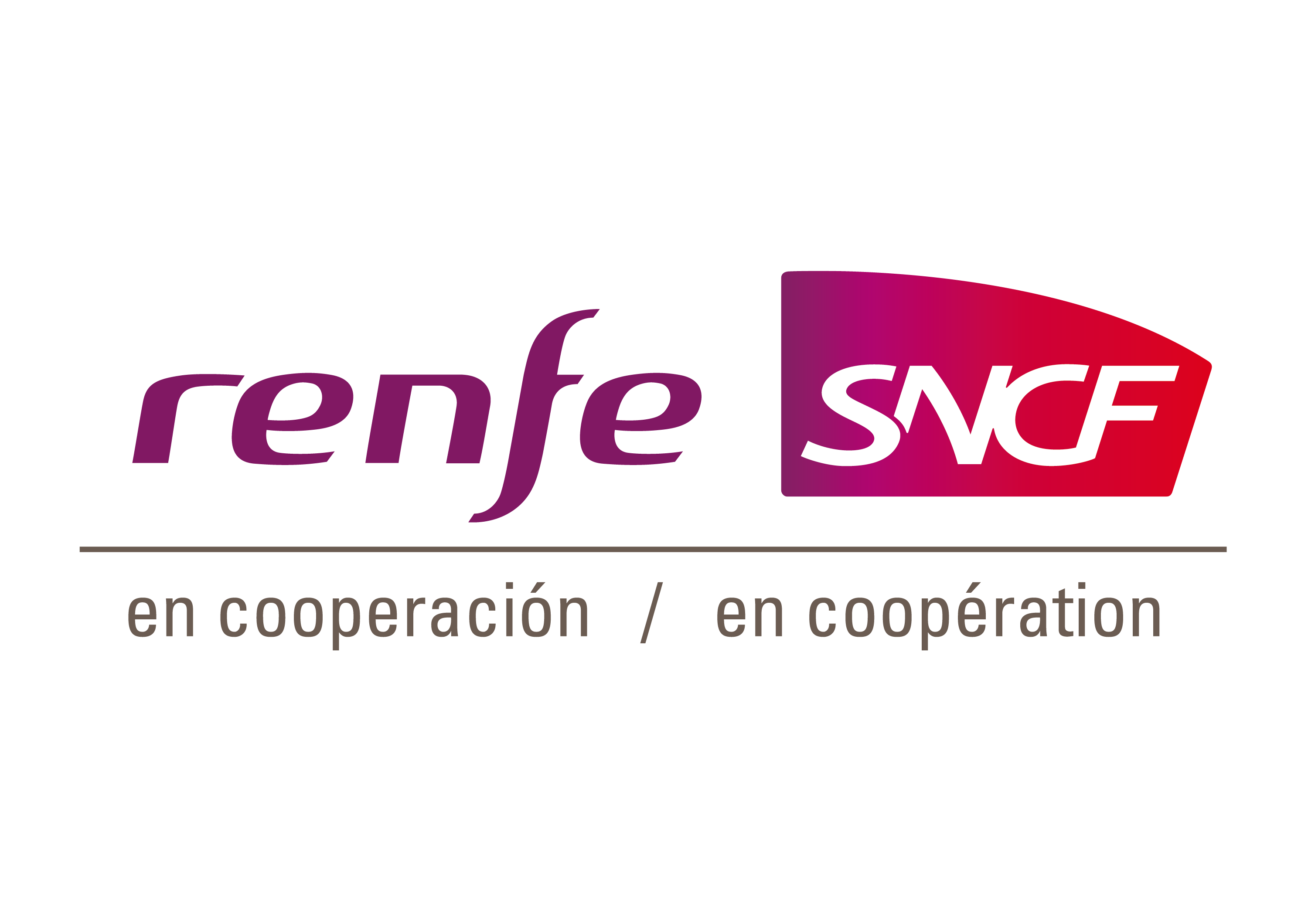
Logo de Renfe-SNCF en Cooperación

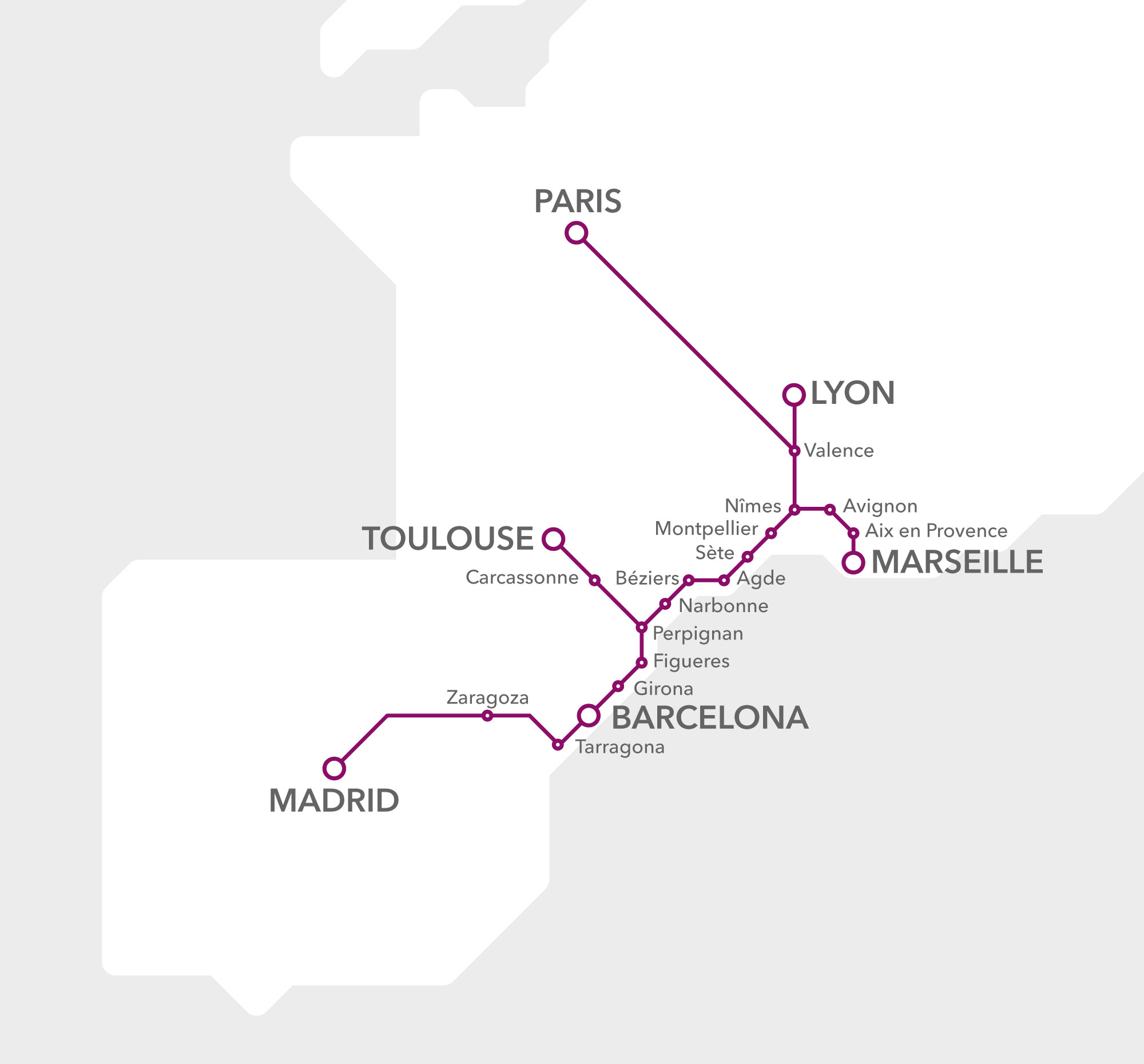
Mapa esquemático de la red de los trenes Renfe-SNCF en Cooperación gestionados por Elipsos en junio de 2014

Renfe-SNCF en Cooperación fue la denominación comercial de los servicios ferroviarios de alta velocidad entre Francia (gestionado por la SNCF) y España (gestionado por la Renfe), a través de la empresa Elipsos. La oferta de Renfe-SNCF en Cooperación llegó a tener hasta cuatro trenes que permitían conectar grandes ciudades de ambos países.
Esta cooperación existió desde el 15 de diciembre de 2013 y reemplazó los trenes nocturnos internacionales "Elipsos Trenhotel" hasta el 11 de diciembre de 2022. Fue renovada en 2016 para la alta velocidad.
En 2015, conectaba 21 destinos con 64 relaciones y transportaba 2.017.500 viajeros.
Debido a la falta de rentabilidad y a la degradación de las relaciones entre la SNCF y la Renfe, la alianza se disolvió en diciembre de 2022.

## Ramas
- Barcelona-París (Euroduplex o S-100) – 4 frecuencias diarias
 Barcelona Sants > Gerona > Figueras-Vilafant > Perpiñán > Narbona > Béziers > Agde > Sète > Montpellier St Roch > Nîmes > Valence TGV > París Gare de Lyon
- Madrid- Marsella (S-100) – frecuencia diaria
 Madrid-Puerta de Atocha > Zaragoza-Delicias > Camp de Tarragona > Barcelona Sants > Gerona > Figueras-Vilafan > Perpiñán > Narbona > Montpellier St Roch > Nîmes > Aviñón > Aix en Provence TGV > Marsella-San Carlos
- Barcelona-Lyon (S-100) – frecuencia diaria
 Barcelona Sants > Gerona > Figueras Vilafant > Perpiñán > Narbona > Béziers > Montpellier St Roch > Nîmes > Valence TGV > Lyon Part Dieu

## Material

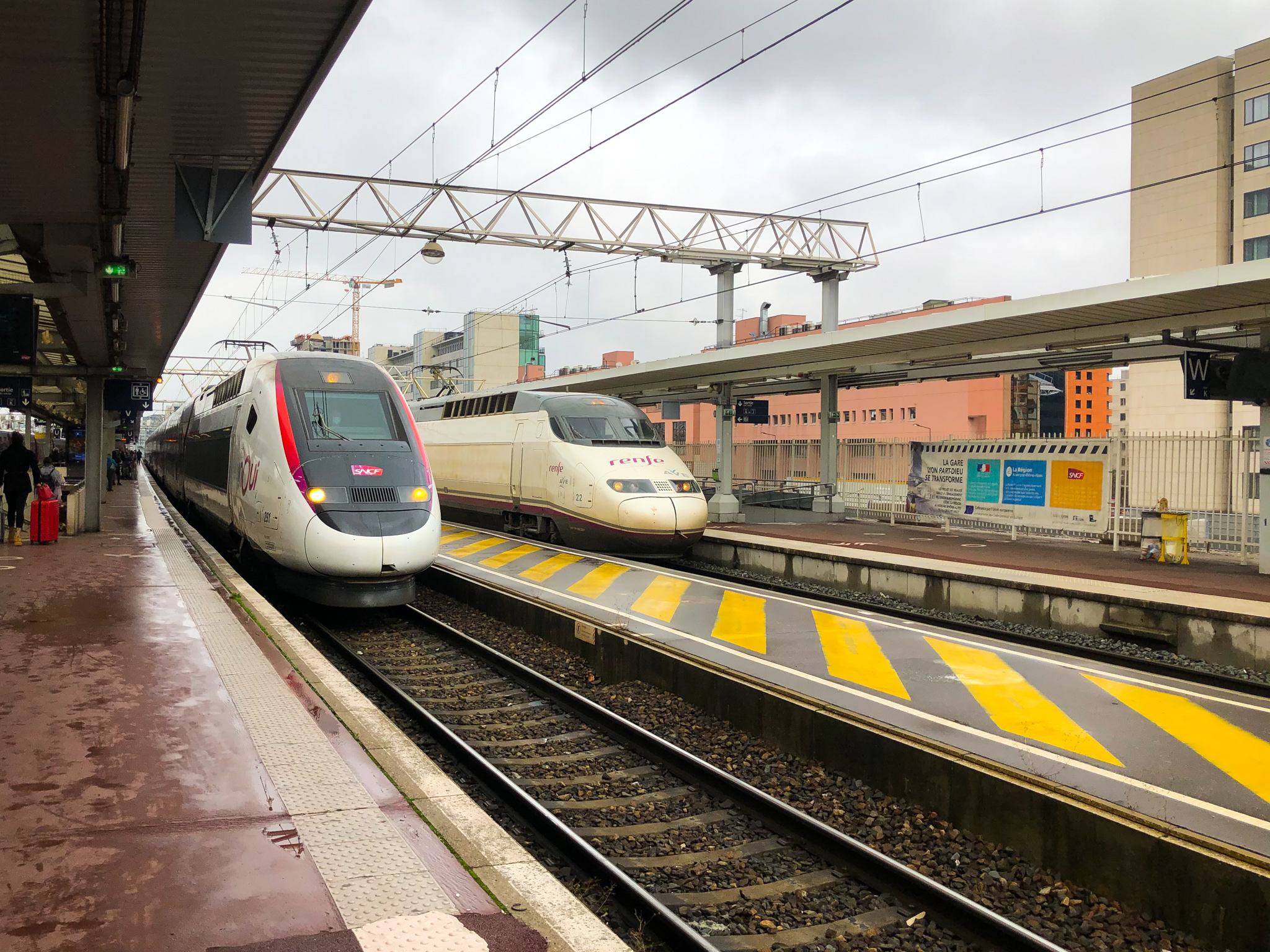
TGV y Ave en la Estación de Lyon Part-Dieu.

El servicio utilizaba dos modelos de trenes, un modelo derivado de la familia de trenes franceses TGV construidos por Alstom en Francia y el otro modelo de la familia de trenes de alta velocidad española, más conocida como AVE:
- Euroduplex: El TGV 2N2, también denominado Euroduplex, es una nueva versión de tren de alta velocidad de la serie TGV. Sucede al TGV Dasye. Actualmente la mayor parte de la serie se encuentra en construcción en Belfort y La Rochelle.
- S-100: Los trenes de la serie 100 fueron los primeros de alta velocidad que comenzaron a circular en abril de 1992 en la entonces recién inaugurada línea Madrid-Sevilla. Estos trenes fueron una evolución del TGV Atlántico con numerosas modificaciones para adaptarlos a las condiciones de explotación y del mercado español, como un nuevo sistema para disminuir los efectos de las ondas de presión en los túneles, el refuerzo de la potencia de los equipos de climatización y la incorporación de equipos de control y señalización LZB y Asfa. Tras 15 años de actividad, en verano de 2009 se finalizó una remodernización técnica y estética para adaptarlos a las necesidades de los clientes.